# Cnemalobus somuncura
Cnemalobus somuncura is een keversoort uit de familie van de loopkevers (Carabidae). De wetenschappelijke naam van de soort is voor het eerst geldig gepubliceerd in 2007 door Roig-Junient en Agrain.
De kever komt voor in Zuid-Amerika. De soortaanduiding somuncura verwijst naar het Somuncura Plateau in Argentinië, waar het dier voorkomt. 